# Nel sole (film)
Nel sole è un film del 1967 diretto da Aldo Grimaldi. 
Il film è uscito anche con il titolo I due camerieri.
Ha un seguito: L'oro del mondo (1968).

## Trama
Carlo è un giovane e povero studente di liceo che lavora come cameriere ed è aiutato dai suoi amici Franco e Ciccio, autista e maggiordomo della bella Ivana. Carlo finge con i compagni di classe di essere un ricco figlio di papà e di abitare nella villa di Ivana, così da vivere la sua storia d'amore con l'altolocata Lorena. La situazione si complica: una sera un amico di Lorena vede Carlo che lavora in un ristorante e qualche giorno dopo lo stesso ragazzo si autoinvita con tutto il gruppo a casa di Carlo per una festa.
Ivana rientra prima da un viaggio, proprio durante la festa, la signora però è divertita dalla situazione e regge il gioco a Carlo, fingendo di esserne la sorella. L'amico di Lorena però non demorde e per vederci chiaro porta tutta la compagnia a cena nel locale dove lavora Carlo. Dopo essere stato umiliato, Carlo perde il lavoro e non va più a scuola. Inizia così una relazione con Ivana, godendo di agi e divertimenti e voltando le spalle agli amici.
Ma la sua nuova condizione ha breve durata quando Ivana si rivela essere la mantenuta di un ricco ingegnere e gli chiede di andare in vacanza mentre lui sarà in città. Carlo va su tutte le furie perché non vuole dividere la donna con nessuno, così lei per liberarsene inscena il furto di un gioiello ad opera di Carlo. Intanto gli esami di maturità si avvicinano e Franco e Ciccio cercano di convincere i professori ad ammettere Carlo ugualmente, nonostante le assenze. Lorena è ancora innamorata del ragazzo e si adopera per scagionarlo dal furto. Il lieto fine è dietro l'angolo per tutti.

## Produzione
Per sottolineare il momento di tensione quando Lorena scopre che Carlo non è ricco ma fa il cameriere, Pino Massara decise di utilizzare il ritornello della colonna sonora del film Ipcress del 1965 con le musiche di John Barry. 
Enrico Montesano venne doppiato, da Angelo Nicotra, per l'unica volta nella sua carriera. 
Sul set di questo film, inoltre, si incontrarono per la prima volta Al Bano (al suo esordio cinematografico) e Romina Power che era al suo quarto film.